# Jean-Jacques Jauffret
Pour les articles homonymes, voir Jauffret.
Jean-Jacques Jauffret, né le 10 décembre 1964 à Brignoles dans le Var, est un réalisateur, scénariste et acteur français de cinéma.

## Biographie
Ancien assistant réalisateur, notamment auprès de Jean-Claude Biette, Karim Dridi et Cyril Collard (Les Nuits fauves), et occasionnellement producteur, Jean-Jacques Jauffret réalise deux courts-métrages dans les années 1990 mais est surtout remarqué en 2011 pour son long-métrage Après le sud qui est présenté dans la sélection de la Quinzaine des réalisateurs lors du Festival de Cannes 2011. Il est également enseignant  depuis 2003 et était directeur de 2019 à 2024 de l'École supérieure de réalisation audiovisuelle, dont il disparaît dans des circonstances troubles.
De façon anecdotique, il a fait condamner Air France en 2007 pour non-respect des conditions de vente à la suite de l'obligation de payer deux sièges pour pouvoir embarquer en août 2005 à bord d'un vol New Delhi-Paris en raison de son surpoids d'alors.

## Filmographie

### En tant que réalisateur
- 1994 : Tout le monde est parfait (court métrage)
- 1996 : Je sais que c'était un jeudi (court métrage)
- 2011 : Après le sud

### En tant qu'acteur
- 1997 : Les Démons de Jésus de Bernie Bonvoisin – Elvis
- 1995 : Pigalle de Karim Dridi – Marc-Antoine
- 1992 : Les Nuits fauves de Cyril Collard – Pierre Olivier
- 1986 : 50 contre 1 (short) de Pascal Duthuin  – Un OPJ

## Distinctions
- 2010 : Lauréat de la Fondation Gan pour le Cinéma pour le long-métrage Après le sud[4]